# 하텀

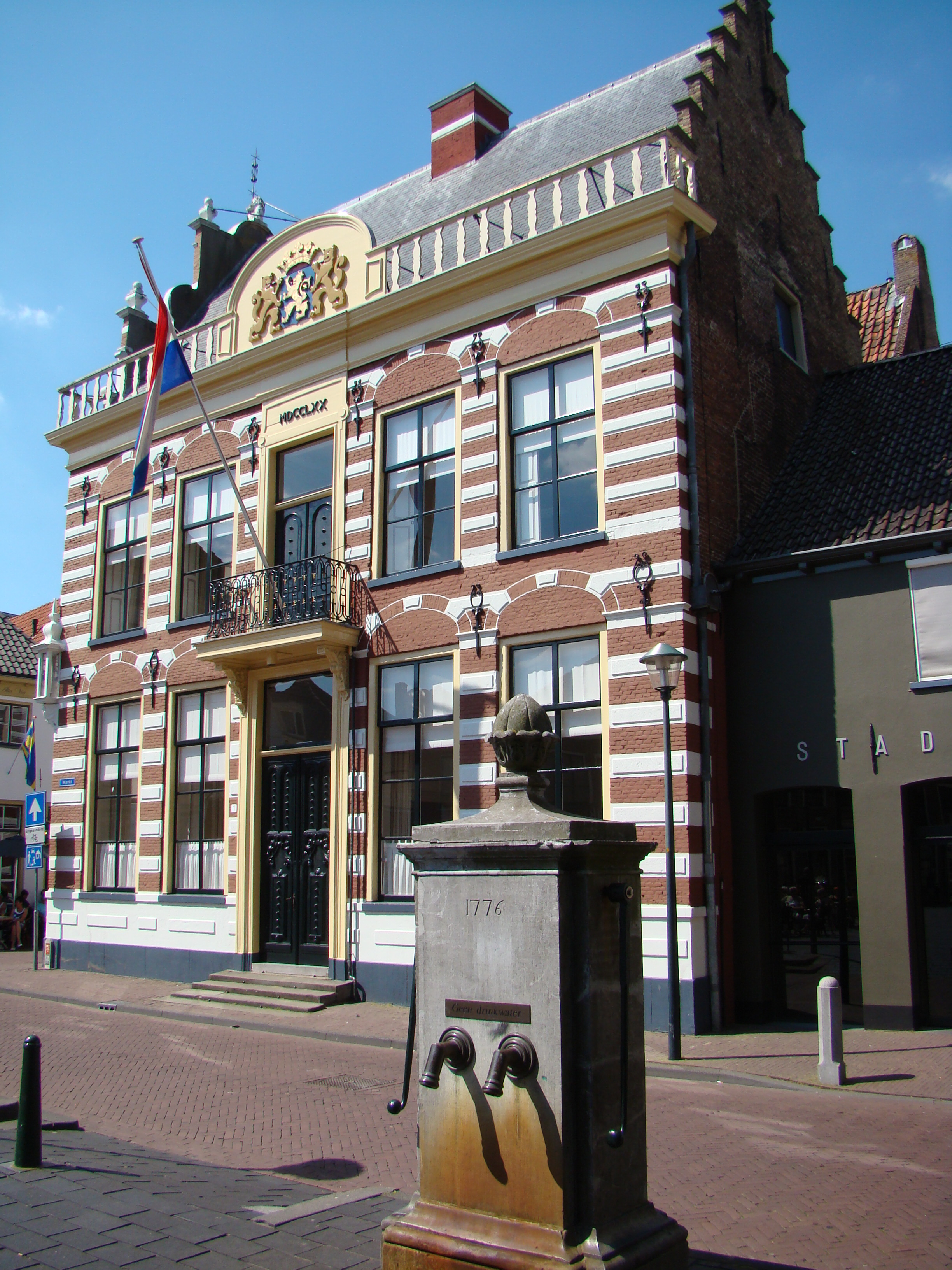
하텀

하텀의 위치

하텀(네덜란드어: Hattem)은 네덜란드 동부 헬데를란트주의 도시로 면적은 24.16km2, 높이는 5m, 인구는 11,739명(2014년 5월 기준), 인구 밀도는 508명/km2이다.

시기
시 문장